# ミルキィホームズ 探偵学院放送室ターボ
『ラジオ 探偵学院放送室ターボ』は、2013年からHiBiKi Radio Stationにて放送しているインターネットラジオ番組。

## 概要
声優などさまざまな活動を展開する三森すずこ、徳井青空、佐々木未来、橘田いずみの4名がメインパーソナリティを務めるトーク番組である。4名は声優ユニットとして「ミルキィホームズ」を構成するメンバーでもある。毎回、この4名を中心にして、さまざまな企画に挑戦する番組である。

## 放送の形態
この番組を制作する響により運営されるウェブサイト「HiBiKi Radio Station」にて、ストリーミング形式で配信されている。

## 関連番組
2012年10月26日まで響にて放送されていた『ラジオミルキィホームズ〜姫ちゃん&ゆかいな仲間たち〜』から、約3ヶ月ぶりに当番組が放送されることになった。

## 番組の内容
前番組である『ラジオミルキィホームズ〜姫ちゃん&ゆかいな仲間たち〜』のマンスリーパーソナリティ制から戻り、『ミルキィホームズ 探偵学院放送室4』のように、三森すずこ、徳井青空、佐々木未来、橘田いずみがメインパーソナリティを務める。
後述のコーナーの他に、今日の生CMという毎回パーソナリティの1人が20秒の制限時間内に早口で宣伝をするミニコーナーなどがある。

## コーナー
全員正解！　Q.E.D！！
答えが4つ以上あるクイズに順番に答えていき、30秒以内に4人答えられれば成功。
大討論！　スキルバトル　ターボ！！
2人ずつのチームに分かれて、1つのシチュエーションについて大討論をしていく。
みんなでつくろう！ミルキィかるた～！
ミルキィホームズオリジナルかるたの読み札を募集、それを4人が絵にするコーナー。

## パーソナリティ
- 三森すずこ（シャーロック役）
- 徳井青空（ネロ役）
- 佐々木未来（エリー役）
- 橘田いずみ（コーデリア役）

## ゲスト
- 寺川愛美（5、15、18回、19回。常盤カズミ役）
- 伊藤彩沙（15、18、19回。明神川アリス役）